# Tallero della Vestfalia
Il tallero fu una moneta del Regno di Vestfalia tra il 1807 ed il 1813. Dal 1808, circolò accanto al Frank. 
Il tallero era uguale a quelli già esistenti, tra cui quello 
dell'Hannover. 
Era suddiviso in 36 Mariengroschen, ognuno di 8 Pfennig.